# 浅野啓司
浅野 啓司（あさの けいし、1949年2月22日 - ）は、広島県福山市草戸町出身の元プロ野球選手（投手）・コーチ、解説者。

## 経歴
創部3年目の福山電波工業高校へ進学し、1965年には2年生エースとして夏の広島県大会で活躍。低めに球を集める抜群の制球力で、伊原春樹がいた北川工、山本和行・三村敏之がいた広島商を撃破。50イニングを投げ1失点の好調で決勝まで勝ち上がったが、広陵高の河本和昭に完封され敗退、甲子園出場を逸する。同期の岡田英樹（太平洋クラブ）とバッテリーを組み、高校の1学年下の後輩に村田兆治がいた。
1966年に別の選手を見に来ていたサンケイアトムズのスカウトの目に留まり、同年の第1次ドラフト9位で入団。

### 現役時代
1年目の1967年は高卒ルーキーながら、いきなり50試合に登板。8月からは先発としても起用され8勝を挙げ、規定投球回（13位、防御率2.76）にも達する。
1969年には阪神へ移籍した鈴木皖武に代わり、抑えの切り札として起用される。
1970年には前年のリリーフメインから先発メインに戻り、前半だけで6勝を挙げるが、後半は故障で離脱。6月6日の巨人戦（神宮）でプロ入り4年目での初完封勝利を記録し、オールスターに選出されたものの怪我で出場辞退。公式戦でも8月5日の阪神戦（神宮）がシーズン最終登板となり、6勝12敗で終わるも、不振のチームでは石岡康三と並んで最多勝であった。
1971年は出遅れて5月が初登板となり、徐々に先発メインとなったが黒星が増え、7勝14敗に終わる。オールスター前で僅か2勝、オールスター後も5勝を挙げたが、10敗と黒星先行で前年と同じく2桁敗戦となった。5月25日の巨人戦（神宮）では長嶋茂雄に通算2000本安打を打たれている。
1973年は14勝12敗で初の二桁勝利を挙げ、防御率2.38（リーグ6位）の好成績を記録する。
1974年も12勝15敗5セーブを挙げ、関本四十四に次ぐリーグ2位の防御率2.39と活躍。1974年は4月から内容はクオリティ・スタートを達成するも、3連敗スタートとなり、同23日の巨人戦（神宮）での完投勝利でこの年初の勝ち星を挙げるが、その後も好投しながら勝ち星につながる試合は少なく、7月3日の中日戦（神宮）での敗戦で早くも10敗を記録。前半戦6勝11敗ながらも4年ぶり2度目のオールスターに選出され、前回選出時は出場辞退したため、7月23日の第3戦（広島市民）でオールスター初登板を果たした。後半戦は右肩痛で一度離脱したものの、9月12日の大洋戦（神宮）での完投勝利で2年連続2桁勝利となる10勝に到達、リリーフではこの年から公式記録となったセーブを5つ記録。松岡弘と共に投手陣の柱として投球回200イニングを超えたが、2年連続2桁勝利を果たすも援護に恵まれない試合も多く、5年連続で2桁敗戦となった。
この頃はオーバースローの本格派右腕で速球に威力があり、制球力も相応にあった。変化球はカーブ、シュート、シンカー、フォークを武器としており、松岡や安田猛らと共に、主力投手として10年間で70勝を挙げ、ヤクルト不遇の時代を支えたが、1975年に腰を痛めて登板機会が減少。広岡達朗監督の指導法とも合わず低迷が続く。
1977年、倉田誠との交換トレードで読売ジャイアンツへ移籍。これは浅野が「巨人キラー」と呼ばれていた事もあり、巨人好きと言われたヤクルトの松園尚巳オーナーからのプレゼントとも称された。同年には9勝4敗1セーブを挙げてカムバック賞を受賞し、2年連続リーグ優勝に貢献。開幕当初からリリーフ役として起用され、4月で4勝1Sと結果を残し、その後もビハインド時のリリーフで好投。8月に入り先発としても起用され、王貞治が756号を打った9月3日の古巣・ヤクルト戦（後楽園）では、移籍後初完投勝利するなど貴重な働きをした。同年の阪急との日本シリーズでは3戦に登板し、第3戦では12回表を抑え、その裏には河埜和正がサヨナラ本塁打、自身の日本シリーズ初勝利を記録。しかし第4戦では9回表、山田久志に適時二塁打を喫し敗戦投手となった。
その後も中継ぎ・抑えとして長く活躍を続け、アナウンサーからは「歳をとるごとに球速が早くなる男」と呼ばれており、スピードガン黎明期に149kmでキレのある速球を投げていた。
1984年限りで現役を引退。

### 引退後
引退後はラジオ日本「ジャイアンツナイター」・テレビ朝日「ゴールデンナイター/パワーアップナイター/プロ野球中継」解説者（1985年 - 1989年）を経て、古巣・ヤクルト二軍投手コーチ（1990年 - 1996年）を務めた。在任中はブラジルの少年選手達を預かったこともあるほか、若い選手を引率してアメリカへ行った時は、現地のファームの選手を上の級に上げるかどうかを決める会議にも出席。ヤクルト退団後は日本ハム一軍投手コーチ（1998年 - 1999年, 2002年）・二軍投手コーチ（2000年 - 2001年）、中信投手コーチ（2003年）でコーチを歴任。帰国後はプロ・アマ雪解けの先駆けとして大学球界に転身し、2005年6月にアマ指導資格回復を申請するが、当時はプロ退団後2年を経過することが必要であったため、中信退団から1年半しか経っていなかったことで却下される 。ブラジルのヤクルト野球アカデミーに関わっていた縁で関甲新学生リーグ1部・白鷗大学に招かれ、ベンチに入らない臨時コーチとして活動。
2006年より藤倉多祐らと共に、元プロ野球選手としては初めて大学野球の指導者になる事が決まり、正式な投手コーチに就任。同年秋季から監督代行、2007年春季からは正式に監督となるが、同年秋季には総監督となり退任。
2008年からは古葉竹識監督の下、東京新大学リーグ1部・東京国際大学投手コーチに就任。古葉は自動車で広い校内グラウンドを移動していたが、浅野は一生懸命自転車のペダルを踏み、漕いでいた。見に来ていた現役時の古葉のチームメイトで広島OBの興津達雄が「古葉は浅野の姿に学ばなきゃあー」と感心した。同じ新大学リーグ・杏林大学の荻本有一監督も浅野には世話になり、投手のワンポイントアドバイスを頂いていた。在任中は試合でピンチになると監督ではなく、浅野がマウンドに行ってナインに何ごとか授けていたが、スポーツライターの小関順二は「プロ野球を見ているようで面白い。」と評した。2011年には指導したエース伊藤和雄の活躍でチームがリーグ戦初優勝、大学選手権でもベスト4に進出した。2014年6月限りで退任。
その後はシニアリーグで中学生を指導しつつ、60歳以上の還暦野球でプレーをしていたところ、巨人時代のチームメイトの高田繁GM、バッテリーを組んだ吉田孝司GM補佐から「ウチの投手担当コーチは全員30-40歳代で若い。相談にのってやってほしい」とオファーを受け、2016年から2017年まではDeNA二軍巡回投手コーチを務めた。退団後は故郷・福山市から、市の野球の取りまとめと組織づくりを頼まれ、2019年5月に帰郷。2020年よりクラブチーム「福山ローズファイターズ」総監督を務める。2023年10月より、福山ローズファイターズの下部組織で中学硬式野球チームの「福山ローズファイターズ ヤング」のコーチに就任。

## 詳細情報

### 年度別投手成績
| 年 度      | 球 団                      | 登 板 | 先 発 | 完 投 | 完 封 | 無 四 球 | 勝 利 | 敗 戦 | セ 丨 ブ | ホ 丨 ル ド | 勝 率 | 打 者 | 投 球 回 | 被 安 打 | 被 本 塁 打 | 与 四 球 | 敬 遠 | 与 死 球 | 奪 三 振 | 暴 投 | ボ 丨 ク | 失 点 | 自 責 点 | 防 御 率 | W H I P |
| ---------- | -------------------------- | ----- | ----- | ----- | ----- | -------- | ----- | ----- | -------- | ----------- | ----- | ----- | -------- | -------- | ----------- | -------- | ----- | -------- | -------- | ----- | -------- | ----- | -------- | -------- | ------- |
| 1967       | サンケイ アトムズ ヤクルト | 50    | 9     | 2     | 0     | 0        | 8     | 10    | --       | --          | .444  | 603   | 149.2    | 134      | 17          | 26       | 4     | 7        | 69       | 4     | 0        | 53    | 46       | 2.77     | 1.07    |
| 1968       | サンケイ アトムズ ヤクルト | 36    | 7     | 0     | 0     | 0        | 4     | 6     | --       | --          | .400  | 332   | 79.2     | 76       | 10          | 24       | 4     | 3        | 49       | 6     | 0        | 49    | 38       | 4.29     | 1.26    |
| 1969       | サンケイ アトムズ ヤクルト | 54    | 2     | 0     | 0     | 0        | 9     | 6     | --       | --          | .600  | 524   | 133.0    | 110      | 7           | 29       | 2     | 7        | 95       | 3     | 0        | 44    | 39       | 2.64     | 1.05    |
| 1970       | サンケイ アトムズ ヤクルト | 28    | 14    | 5     | 1     | 0        | 6     | 12    | --       | --          | .333  | 537   | 123.0    | 125      | 17          | 48       | 5     | 5        | 78       | 3     | 0        | 61    | 53       | 3.88     | 1.41    |
| 1971       | サンケイ アトムズ ヤクルト | 38    | 23    | 5     | 1     | 0        | 7     | 14    | --       | --          | .333  | 678   | 163.1    | 147      | 16          | 67       | 9     | 6        | 96       | 0     | 0        | 64    | 58       | 3.20     | 1.31    |
| 1972       | サンケイ アトムズ ヤクルト | 37    | 20    | 5     | 1     | 0        | 6     | 14    | --       | --          | .300  | 691   | 168.1    | 146      | 18          | 65       | 7     | 5        | 98       | 0     | 0        | 86    | 74       | 3.96     | 1.25    |
| 1973       | サンケイ アトムズ ヤクルト | 43    | 20    | 2     | 1     | 0        | 14    | 12    | --       | --          | .538  | 716   | 178.1    | 137      | 15          | 63       | 9     | 2        | 136      | 1     | 1        | 56    | 47       | 2.37     | 1.12    |
| 1974       | サンケイ アトムズ ヤクルト | 41    | 27    | 19    | 3     | 3        | 12    | 15    | 5        | --          | .444  | 990   | 256.0    | 202      | 23          | 50       | 4     | 6        | 148      | 2     | 1        | 78    | 68       | 2.39     | 0.98    |
| 1975       | サンケイ アトムズ ヤクルト | 22    | 7     | 0     | 0     | 0        | 1     | 4     | 0        | --          | .200  | 266   | 57.0     | 76       | 10          | 25       | 0     | 3        | 33       | 1     | 1        | 44    | 42       | 6.63     | 1.77    |
| 1976       | サンケイ アトムズ ヤクルト | 23    | 5     | 2     | 1     | 0        | 3     | 6     | 1        | --          | .333  | 253   | 59.0     | 62       | 6           | 15       | 1     | 1        | 33       | 0     | 0        | 28    | 23       | 3.51     | 1.31    |
| 1977       | 巨人                       | 31    | 7     | 2     | 0     | 0        | 9     | 4     | 1        | --          | .692  | 394   | 93.1     | 86       | 13          | 38       | 4     | 1        | 61       | 3     | 0        | 32    | 26       | 2.51     | 1.33    |
| 1978       | 巨人                       | 23    | 8     | 0     | 0     | 0        | 2     | 3     | 0        | --          | .400  | 206   | 45.2     | 45       | 2           | 29       | 0     | 0        | 21       | 0     | 0        | 33    | 29       | 5.72     | 1.62    |
| 1979       | 巨人                       | 21    | 5     | 0     | 0     | 0        | 2     | 3     | 0        | --          | .400  | 229   | 49.1     | 60       | 8           | 27       | 2     | 1        | 33       | 2     | 0        | 34    | 33       | 6.02     | 1.76    |
| 1980       | 巨人                       | 3     | 0     | 0     | 0     | 0        | 0     | 0     | 0        | --          | ----  | 27    | 7.0      | 6        | 0           | 2        | 0     | 0        | 3        | 0     | 0        | 3     | 3        | 3.86     | 1.14    |
| 1981       | 巨人                       | 25    | 1     | 0     | 0     | 0        | 1     | 2     | 0        | --          | .333  | 188   | 43.1     | 39       | 2           | 22       | 1     | 2        | 33       | 0     | 0        | 20    | 19       | 3.95     | 1.41    |
| 1982       | 巨人                       | 35    | 1     | 0     | 0     | 0        | 2     | 4     | 3        | --          | .333  | 272   | 67.2     | 56       | 1           | 21       | 2     | 0        | 45       | 1     | 0        | 26    | 19       | 2.53     | 1.14    |
| 1983       | 巨人                       | 14    | 0     | 0     | 0     | 0        | 0     | 1     | 0        | --          | .000  | 81    | 18.0     | 26       | 4           | 4        | 0     | 1        | 5        | 0     | 0        | 19    | 19       | 9.50     | 1.67    |
| 1984       | 巨人                       | 18    | 0     | 0     | 0     | 0        | 0     | 0     | 0        | --          | ----  | 97    | 24.0     | 25       | 2           | 8        | 1     | 0        | 7        | 0     | 0        | 11    | 11       | 4.13     | 1.38    |
| 通算：18年 | 通算：18年                 | 542   | 156   | 42    | 8     | 3        | 86    | 116   | 10       | --          | .426  | 7084  | 1715.2   | 1558     | 171         | 563      | 55    | 50       | 1043     | 26    | 3        | 741   | 647      | 3.39     | 1.24    |

- 各年度の太字はリーグ最高
- サンケイ（サンケイアトムズ）は、1969年にアトムズ、1970年にヤクルト（ヤクルトアトムズ）に球団名を変更

### 表彰
- カムバック賞（1977年）

### 記録
初記録
- 初登板：1967年4月8日、対阪神タイガース1回戦（阪神甲子園球場）、7回裏に3番手で救援登板・完了、2回2失点
- 初奪三振：同上、7回裏に西園寺昭夫から
- 初勝利：1967年5月26日、対広島カープ5回戦（明治神宮野球場）、3回表1死に2番手で救援登板・完了、6回2/3を無失点
- 初先発：1967年6月13日、対読売ジャイアンツ8回戦（明治神宮野球場）、1回2/3を5失点（自責点3）で敗戦投手
- 初先発勝利・初完投勝利：1967年7月17日、対中日ドラゴンズ13回戦（明治神宮野球場）、9回1失点
- 初完封勝利：1970年6月6日、対読売ジャイアンツ9回戦（明治神宮野球場）
- 初セーブ：1974年4月22日、対広島東洋カープ2回戦（明治神宮野球場）、9回表2死に2番手で救援登板・完了、1/3回無失点

節目の記録
- 1000投球回数：1974年4月7日、対読売ジャイアンツ2回戦（後楽園球場） ※史上166人目
- 1500投球回数：1978年7月30日、対阪神タイガース18回戦（阪神甲子園球場） ※史上91人目
- 1000奪三振：1982年6月22日、対中日ドラゴンズ12回戦（後楽園球場）、9回表に金山卓嗣から ※史上65人目
- 500試合登板：1982年9月1日、対ヤクルトスワローズ24回戦（後楽園球場）、6回表1死に3番手で救援登板、1回2/3を無失点 ※史上49人目

その他の記録
- オールスターゲーム出場：1回（1974年）

### 背番号
- 36 （1967年）
- 19 （1968年 - 1976年）
- 17 （1977年 - 1984年）
- 86 （1990年 - 1996年）
- 75 （1998年 - 2003年）
- 70 （2016年 - 2017年）